# Bandkanon 1
 (avril 2024).
La mise en forme du texte ne suit pas les recommandations de Wikipédia : il faut le « wikifier ».
Les points d'amélioration suivants sont les cas les plus fréquents. Le détail des points à revoir est peut-être précisé sur la page de discussion.
- Les titres sont pré-formatés par le logiciel. Ils ne sont ni en capitales, ni en gras.
- Le texte ne doit pas être écrit en capitales (les noms de famille non plus), ni en gras, ni en italique, ni en « petit »…
- Le gras n'est utilisé que pour surligner le titre de l'article dans l'introduction, une seule fois.
- L'italique est rarement utilisé : mots en langue étrangère, titres d'œuvres, noms de bateaux, etc.
- Les citations ne sont pas en italique mais en corps de texte normal. Elles sont entourées par des guillemets français : « et ».
- Les listes à puces sont à éviter, des paragraphes rédigés étant largement préférés. Les tableaux sont à réserver à la présentation de données structurées (résultats, etc.).
- Les appels de note de bas de page (petits chiffres en exposant, introduits par l'outil «  Source ») sont à placer entre la fin de phrase et le point final[comme ça].
- Les liens internes (vers d'autres articles de Wikipédia) sont à choisir avec parcimonie. Créez des liens vers des articles approfondissant le sujet. Les termes génériques sans rapport avec le sujet sont à éviter, ainsi que les répétitions de liens vers un même terme.
- Les liens externes sont à placer uniquement dans une section « Liens externes », à la fin de l'article. Ces liens sont à choisir avec parcimonie suivant les règles définies. Si un lien sert de source à l'article, son insertion dans le texte est à faire par les notes de bas de page.
- La présentation des références doit suivre les conventions bibliographiques. Il est recommandé d'utiliser les modèles {{Ouvrage}}, {{Chapitre}}, {{Article}}, {{Lien web}} et/ou {{Bibliographie}}. Le mode d'édition visuel peut mettre en forme automatiquement les références.
- Insérer une infobox (cadre d'informations à droite) n'est pas obligatoire pour parachever la mise en page.

Pour une aide détaillée, merci de consulter Aide:Wikification.
Si vous pensez que ces points ont été résolus, vous pouvez retirer ce bandeau et améliorer la mise en forme d'un autre article.
Bandkanon 1 (prononcé « b-kan »), signifiant « canon à chenilles 1 », est un véhicule d'artillerie automoteur suédois utilisé par l'armée suédoise de 1967 à 2003, développé par Bofors et AB Landsverk (en). Son nom complet est Bofors Vagnkanon 155 mm L/50 ( VK 155 L/50 ), signifiant à peu près « Canon transporté 155 mm L/50 ». 
Le bkan 1 est l'un des véhicules d'artillerie automoteurs les plus lourds et les plus puissants au monde (en termes de puissance de feu) utilisé pendant son service.

## Histoire
Le développement d'une nouvelle artillerie automotrice suédoise commence en 1949. Cependant, le département militaire suédois modifie les termes et caractéristiques techniques du contrat à plusieurs reprises, ce qui provoque du retard sur le développement. Pour répondre à cette demande, Bofors, AB Landsverk et Volvo ont conjointement développé un canon automoteur, sous le nom de Artillerikanonvagn_151 (sv), développé à partir du châssis du Emil (tank) (en), et d'un autocanon de 155 mm. Mais l'armée suédoise n'accepte pas ce prototype tel quel. 
Par la suite, Bofors et AB Landsverk retravaille ce prototype en changeant le châssis par celui du Stridsvagn 103, et le canon, par un nouvel obusier de même dimension.
Le premier prototype du bkan commence les essais en 1960, et ceux-ci sont concluants. La production commence en 1965, et le premier véhicule de série est terminé en 1966. Initialement, la Suède prévoit de commander 70 véhicules, mais finalement seuls 26 sont produits, en plus du prototype,.